# Viacheslav Khrynin
Viacheslav Khrynin (en russe : Вячеслав Александрович Хрынин, Viatcheslav Aleksandrovitch Khrynine), né le 10 août 1937 à Moscou, dans la RSFS de Russie et mort le 30 octobre 2021, est un ancien joueur soviétique de basket-ball.

## Palmarès
- Finaliste des Jeux olympiques 1964
- Médaille de bronze au championnat du monde 1963
- Champion d'Europe 1963
- Champion d'Europe 1965